# ラ・トーレ・デ・エステバン・アンブラン
ラ・トーレ・デ・エステバン・アンブラン（La Torre de Esteban Hambrán）は、スペイン・カスティーリャ＝ラ・マンチャ州トレド県のムニシピオ（基礎自治体）。

## 地名
ラ・トーレ・デ・エステバン・アンブランという名称は、今日自治体内に残されている、イスラム支配時代の古い塔（スペイン語でトーレ）に由来すると考えられている。その塔は、明かりを伝達手段としてアラミン城（Castillo de Alamín）との間で通信を行うために使用されていたもので、エステバン・アンブランとは塔を所有していたモサラベの名前だといわれる。

## 地理
ラ・トーレ・デ・エステバン・アンブランはサンタ・クルス・デル・レタマール、メントリダ、カサルビオス・デル・モンテ、ラス・ベンタス・デ・レタモーサの各自治体と隣接する。

### 人口
2011年1月1日現在の人口は1,809人。
| ラ・トーレ・デ・エステバン・アンブランの人口推移 1900－2010 |
|                                                             |
| 出典:INE（スペイン国立統計局）1900年 - 1991年、1996年 -     |

## 歴史
キリスト教徒によってこの地が再征服された後、13世紀に"エステバン・アンブラン"の塔と名付けられた塔の周囲に人が住み始めた。
15世紀初頭にはペドロ・ロペス・アジャーラの所領となり、1436年カスティーリャの貴族アルバロ・デ・ルナ（Álvaro de Luna）に売却された。その後カスティーリャ王フアン2世によってアルバロ・デ・ルナの資産が召し上げられ、王の所有するところとなった。その後、メンドーサ一族の手に渡り、1568年ペドロ・ゴンサーレス・メンドーサ（Pedro González de Mendoza）によって国王フェリーペ2世の秘書官のディエゴ・バルガスに売却された。
ラ・トーレ・デ・エステバン・アンブランは1833年まではグアダラハーラ県のコルメナール・ビエッホ司法管轄区に属していた。

## 政治
自治体首長はカスティーリャ＝ラ・マンチャ国民党（Partido Popular de Castilla-La Mancha）のマリーア・エンマ・ガルシーア・サンチェス（María Emma García Sánchez）で、自治体評議員は、カスティーリャ＝ラ・マンチャ国民党：5、カスティーリャ＝ラ・マンチャ社会党（Partido Socialista de Castilla-La Mancha、PSCM-PSOE）：4となっている（2011年5月22日の自治体選挙結果、得票順）。
| 1999年6月13日自治体選挙 |        |        |          |
| 政党                    | 得票数 | 得票率 | 獲得議席 |
| PP                      | 492    | 50.00% | 5        |
| PSOE-PROG.              | 479    | 48.68% | 4        |

| 2003年5月25日自治体選挙 |        |        |          |
| 政党                    | 得票数 | 得票率 | 獲得議席 |
| PSOE                    | 597    | 55.07% | 5        |
| PP                      | 474    | 43.73% | 4        |

| 2007年5月27日自治体選挙 |        |        |          |
| 政党                    | 得票数 | 得票率 | 獲得議席 |
| PSOE                    | 603    | 55.99% | 5        |
| PP                      | 456    | 42.34% | 4        |

| 2011年5月22日自治体選挙 |        |        |          |
| 政党                    | 得票数 | 得票率 | 獲得議席 |
| PP                      | 547    | 50.14% | 5        |
| PSOE                    | 528    | 48.40% | 4        |

### 司法行政
ラ・トーレ・デ・エステバン・アンブランはトリーホス司法管轄区に属す。

## 史跡・名所
- サンタ・アナ礼拝堂（Ermita de Santa Ana）